# Piotrkowice Małe
Piotrkowice Małe – wieś w Polsce położona w województwie małopolskim, w powiecie proszowickim, w gminie Koniusza.
W latach 1975–1998 miejscowość administracyjnie należała do województwa krakowskiego.

Integralne części miejscowości: Folwark, Kresy, Zarzecze.
Siedziba Zespołu Szkół im. E. Godlewskiego, w skład którego wchodzą Technikum Agrobiznesu, Technikum Ekonomiczne, Technikum Mechaniczne, Technikum Mechanizacji Rolnictwa, Technikum Ogrodnicze, Technikum Informatyczne, Zasadnicza Szkoła Mechanizacji Rolnictwa, Zasadnicza Szkoła Wielozawodowa, Policealne Studium Rolnicze i zaoczne Liceum Ogólnokształcące. Obowiązki dyrektora szkoły pełni Aneta Dziedzic.